# Brigades Izz ad-Din al-Qassam
Les Brigades Izz ad-Din al-Qassam (àrab: كتائب الشهيد عز الدين القسام, Katāʾib ax-xahīd ʿIzz ad-Dīn al-Qassām, literalment ‘Brigades del màrtir Izz-ad-Din al-Qassam’) són el braç armat de l'organització islamista palestina Hamàs. Les Brigades van ser creades el 1991 sota la direcció de Yahya Ayyash amb l'objectiu de crear una estructura militar que ajudés a assolir els objectius de l'organització islamista, i evitar la consecució dels Acords d'Oslo.
Mohammed Deif es va convertir en el cap de les Brigades al-Qassam el 2002, i des de llavors ha desenvolupat les capacitats del grup, transformant-lo d'un grup de cèl·lules amateurs a unitats militars organitzades. Ha dirigit l'estratègia del grup de combinar els atacs amb coets a Israel amb la guerra de túnels i va ser fonamental per planificar l'atac dirigit per Hamàs el 2023 contra Israel que va iniciar la Guerra entre Israel i Hamàs del 2023.

## Atemptats
Fins a 2004 van dur a terme nombrosos atemptats suïcides en territori israelià, causant centenars de morts, la majoria d'ells civils. Posteriorment van modificar la seva estratègia d'atacs, abandonant els atemptats suïcides pel llançament de coets Qassam i de peces de morter des de la franja de Gaza contra el sud d'Israel, que han causat fins al moment desenes de morts i danys de diferent consideració en ciutats israelianes com Ascaló, Netivot i Asdod. També han continuat els atacs contra les Forces de Defensa d'Israel, capturant a un dels seus membres en 2006. Després de l'inici de l'ofensiva israeliana sobre Gaza de 2008-2009, les brigades Izz ad-Din al-Qassam van començar a utilitzar coets Grad i Katyusha, de més abast i poder destructiu que els Qassam.

## Segona Intifada
Des de l'inici de la Segona intifada, les brigades Izz ad-Din al-Qassam s'han convertit en un dels principals
objectius d'Israel, que ha eliminat centenars dels seus membres mitjançant assassinats selectius i altres operacions en territori palestí, incloent a diversos dels seus líders. Les brigades Izz ad-Din al-Qassam han estat catalogades com a terroristes per la Unió Europea, Estats Units, Austràlia i el Regne Unit.

## Guerra entre Israel i Hamàs
Les Brigades Izz ad-Din al-Qassam van participar en la Guerra entre Israel i Hamàs que es va desfermar el 7 d'octubre de 2023 amb una ofensiva sorpresa islamista coordinada contra Israel. El líder adjunt de Hamàs, Saleh al-Arouri, que estava al Líban fent de connexió entre el seu grup i Hezbol·lah, i dos comandants més de les brigades Izz ad-Din al-Qassam van morir en un atac amb dron a Beirut.